# Yorkshire
Yorkshire /ˈjɔːkʃə/ es un condado histórico del Norte de Inglaterra, el de mayor extensión en el Reino Unido con casi 11 903 km² de superficie y una población cercana a los cinco millones de habitantes.
Varias reorganizaciones de la administración local inglesa, especialmente la del año 1974, han hecho que Yorkshire ya no tenga entidad legal ni administrativa, aunque los habitantes de esta región guardan aún un afecto particular por ella, y muchos de ellos continúan llamándose a sí mismos 'Yorkshireman / Yorkshirewoman'. Sigue existiendo el famoso Yorkshire Cricket Club.
El nombre de Yorkshire (es decir, shire o condado de York) persiste en los nombres de tres condados nuevos, creados en 1974, a saber: Yorkshire del Norte, Yorkshire del Sur, y Yorkshire del Oeste. Desde que en 1986 se aboliera la administración por concejos de condados, Yorkshire del Sur y Yorkshire del Oeste han pasado a llamarse oficialmente metropolitan districts (distritos metropolitanos) y son parte de la región de Yorkshire and the Humber, una región que originalmente se llamaba Yorkshire and Humberside e incluía los condados de Yorkshire del Norte, Yorkshire del Oeste, Yorkshire del Sur y Humberside. Con la reforma de 1986 Humberside se subdividió, se abolieron los condados de Yorkshire del Oeste y Yorkshire del Sur y se diferenció a York desde North Yorkshire. De ahí surgió esta nueva subdivisión administrativa con nuevas denominaciones. Sin embargo, las antiguas continúan siendo utilizadas de manera ocasional tanto en el uso coloquial, como particularmente con fines ceremoniales, donde se les designa como condados (ceremonial county). 
El símbolo del condado es una rosa blanca, originalmente el símbolo del Casa de York.
Existe también el distrito El Riding del Este de Yorkshire - "Riding" es versión moderna de la antiquísima palabra "thirding" (en la Edad Media Yorkshire fue dividido en tres partes, "thirds") - y la región "Yorkshire y el Humber" - "El Humber" es la ría que separa Yorkshire de Lincolnshire. 
En 2010, se han adoptado nuevas resoluciones sobre reorganización administrativa que afectarán a la zona, las que aún se encuentran en fase de transición.
Ciudades importantes de esta región incluyen: Leeds, Bradford, Sheffield, Hull y York.
En cuanto a su geografía, destacan los Yorkshire Wolds, Yorkshire Dales, y North Yorkshire Moors.
Dio fruto a muchos artistas en diferentes épocas, tanto solistas como grupos: Joe Cocker, Bill Nelson, Saxon, Billy Currie, ABC, The Housemartins, The Cult, The Sisters Of Mercy, New Model Army, Cabaret Voltaire, The Human League, Heaven 17, They Must Be Russians, Bring Me the Horizon, Def Leppard, Soft Cell, Pulp, Kaiser Chiefs, Arctic Monkeys, etc. Howard Devoto residió allí en su niñez y juventud, antes de formar parte de la escena punk y new wave.